# Skålrödmyra
Skålrödmyra (Myrmica lonae) är en myrart. Skålrödmyra ingår i släktet rödmyror, och familjen myror. Arten är reproducerande i Sverige.

## Bildgalleri

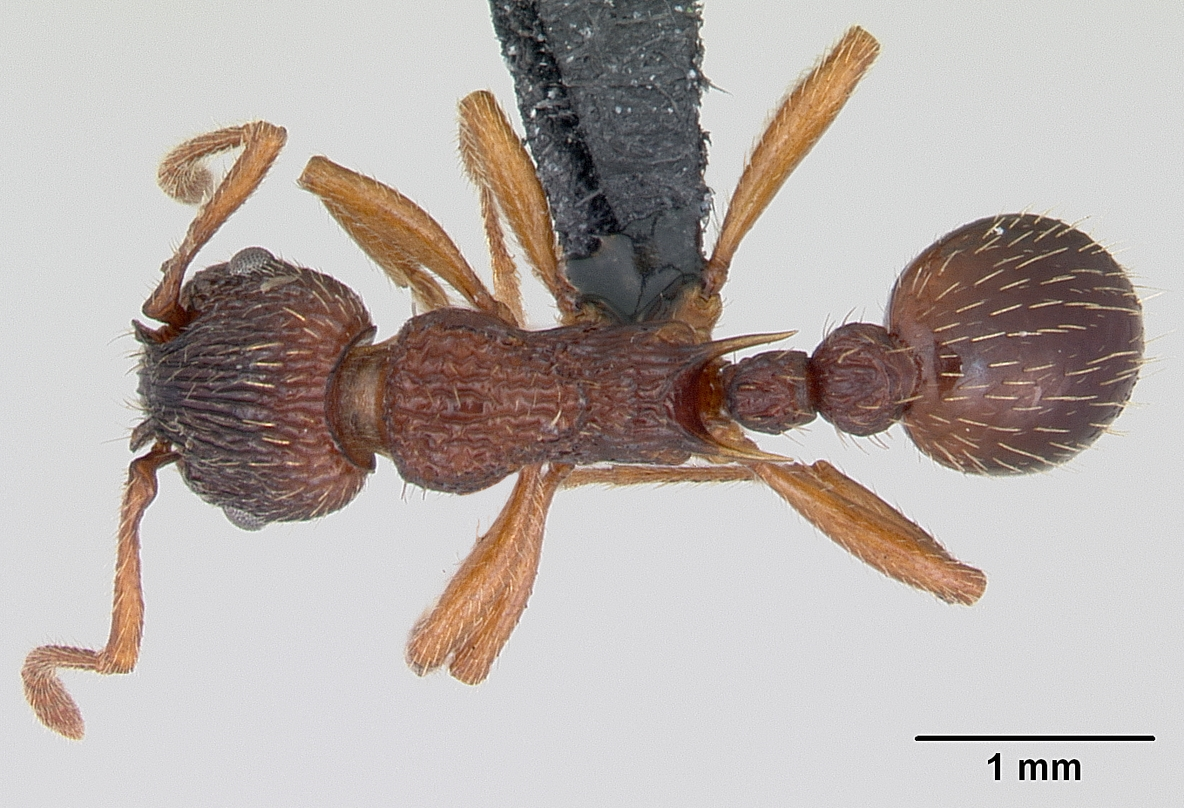
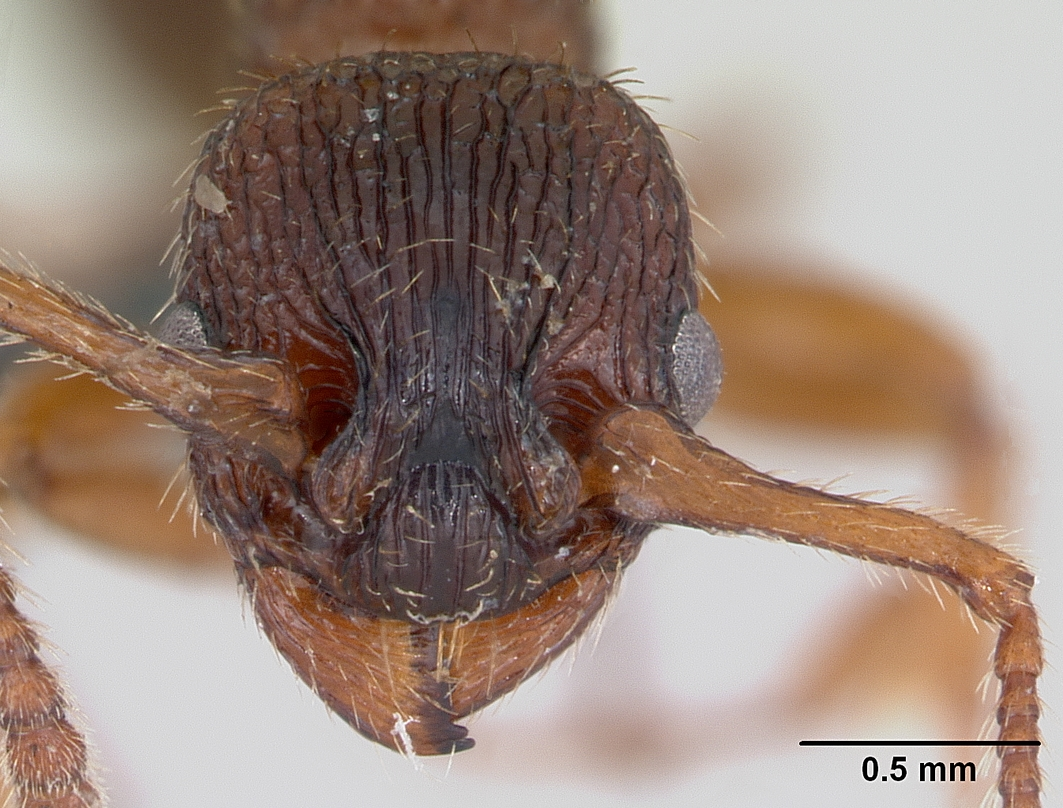
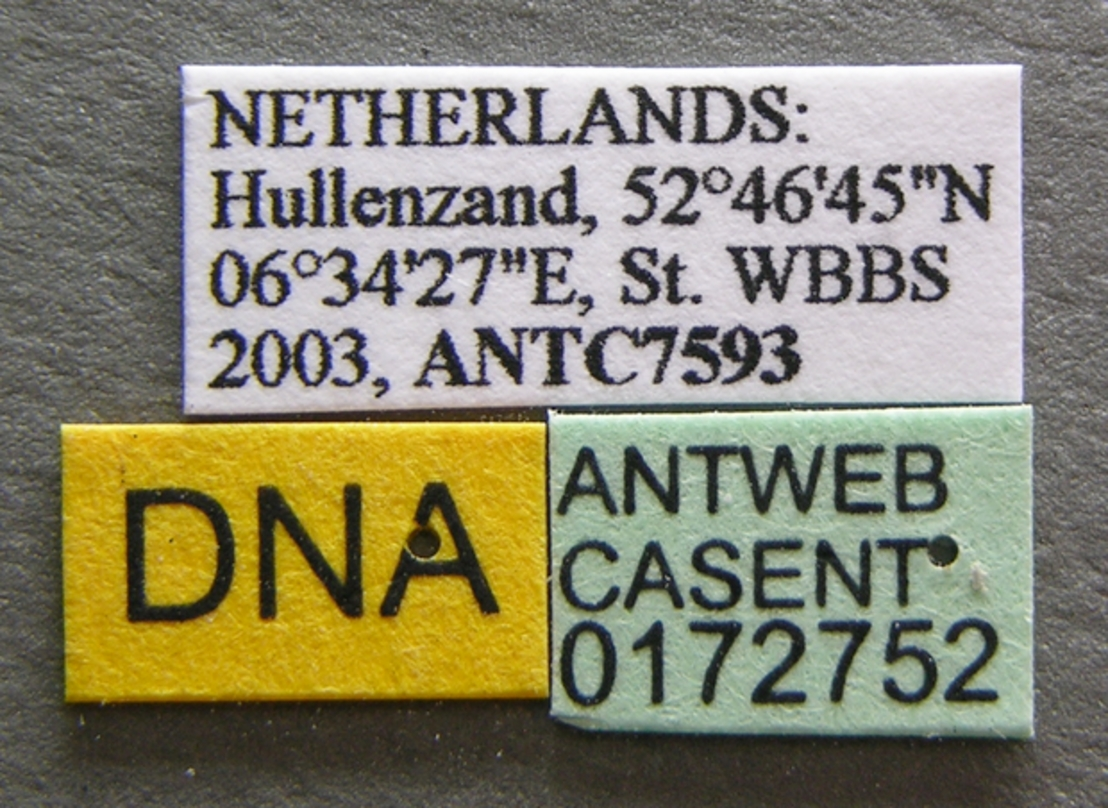
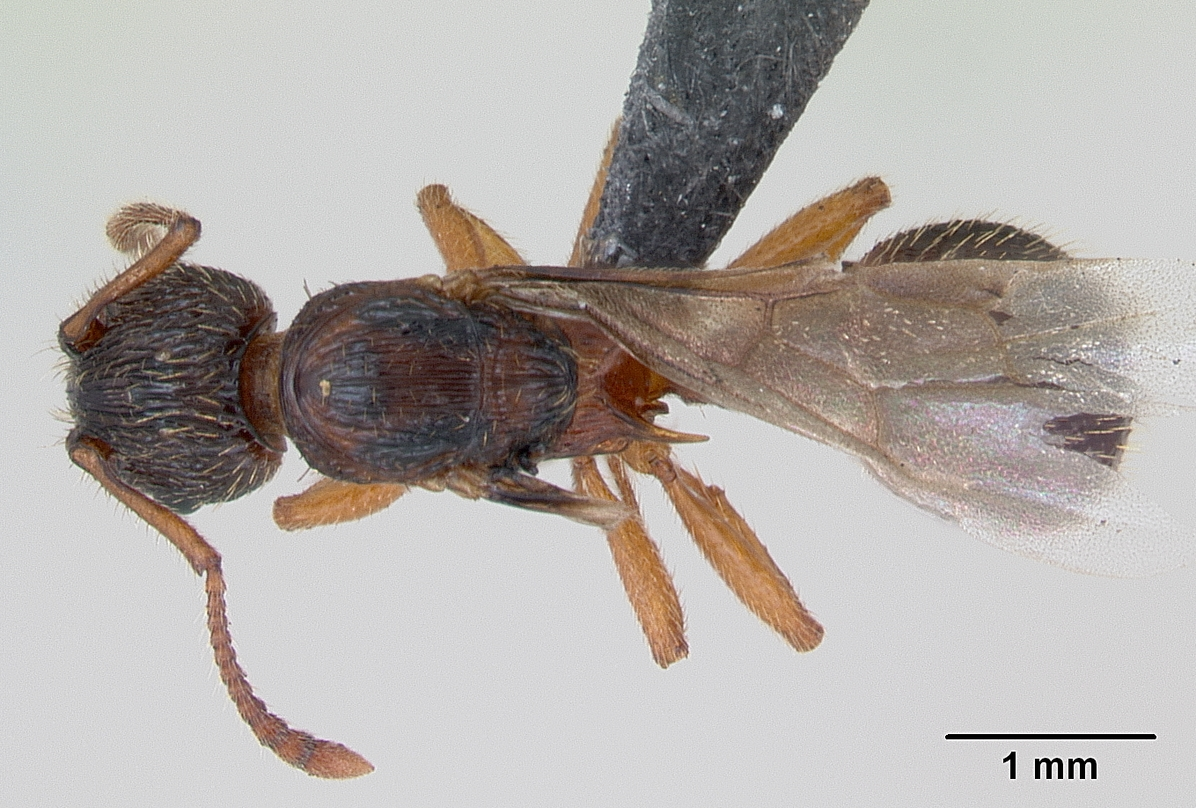
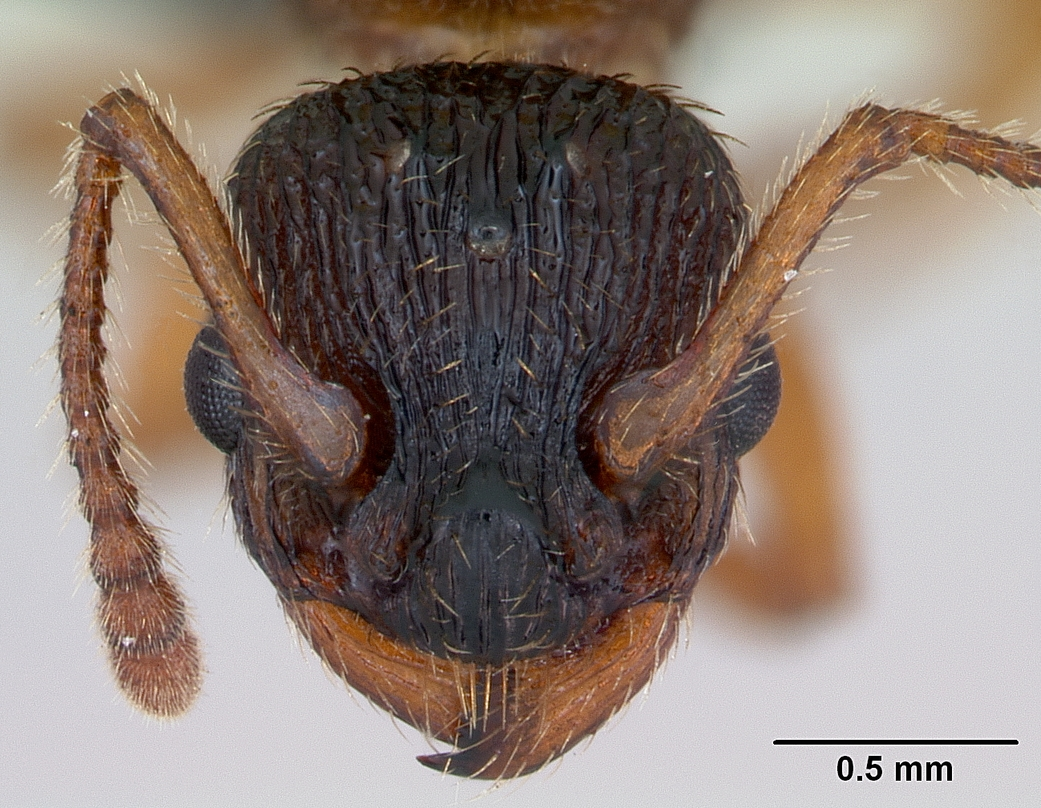
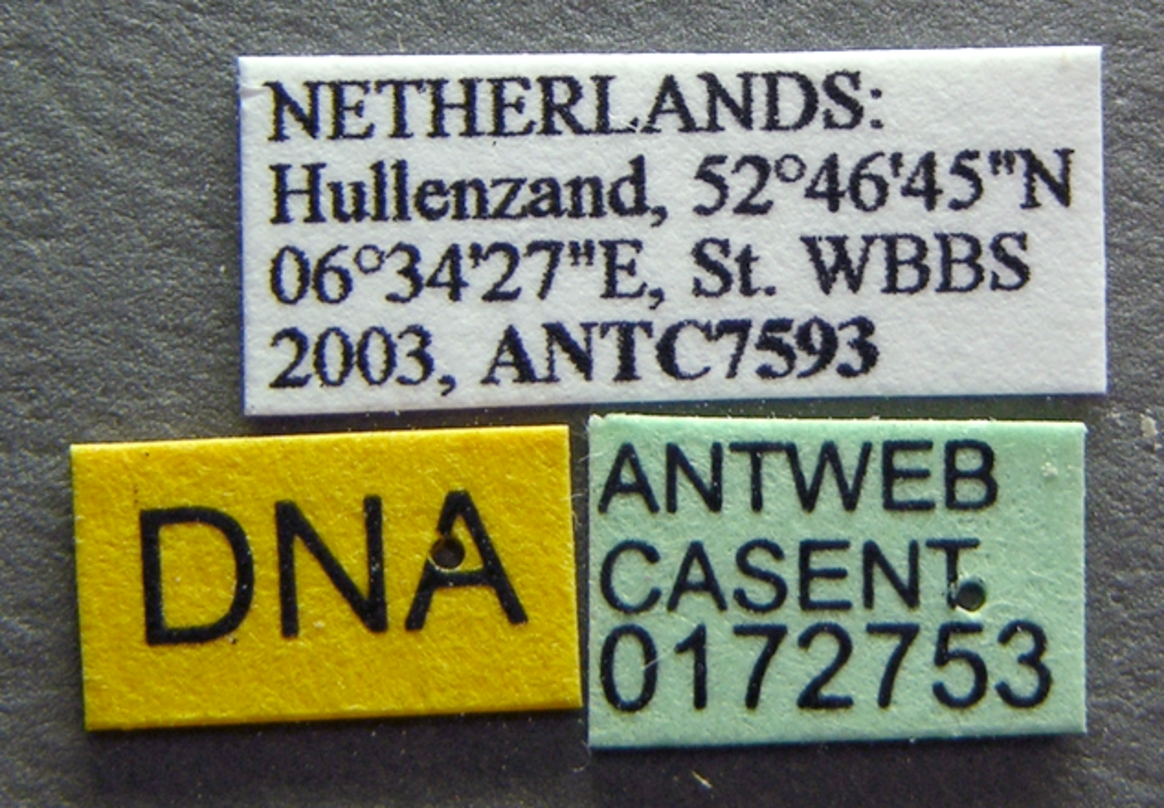